# Liste des évêques et archevêques de Luanda
Cette page présente la liste des évêques et archevêques de Luanda
Le diocèse d'Angola et du Congo est créé ex nihilo en 1596. Les évêques résidèrent dans les premiers temps à São Salvador, capitale du royaume de Kongo. 
Le territoire du diocèse est divisé le 4 septembre 1940 pour donner naissances aux diocèses de Nova Lisboa et de Silva Porto (pt). Le diocèse est alors érigé en archidiocèse métropolitain et change de dénomination pour devenir l'archidiocèse de Luanda (Archidioecesis Luandensis).
Son territoire est à nouveau réduit en 1957 pour créer le diocèse de Malanje, en 1967 pour créer celui de Carmona e São Salvador (pt), en 1975 au bénéfice de celui de Ngunza, en 1984 au bénéfice de celui de Cabinda (en), en 1990 pour créer celui de Ndalatando (pt) et finalement en 2007 pour permettre l'érection des diocèses de Viana (en) et de Caxito (en). 

## Évêques d'Angola et du Congo
- 20 mai 1596-† 16 août 1602 : Miguel Rangel Homem, arrive à São Salvador en 1599.
- 16 août 1602-19 juillet 1604 : siège vacant
- 19 juillet 1604-avril 1608 : Antonio de Santo Estevão.
- avril 1608-25 mai 1609 : siège vacant
- 25 mai 1609-† avril 1620 : Manuel Baptista Soares.
- 15 février 1621-† 13 octobre 1624 : Simon Mascarenhas.
- 13 octobre 1624-8 février 1627 : siège vacant
- 8 février 1627-† 5 janvier 1642 : Francisco do Soveral, réside à Luanda, puis à Massangano, à la suite de la prise de Luanda par les Hollandais (1641). Il meurt à Massangano.
- 5 janvier 1642-22 juin 1671 : siège vacant
- 22 juin 1671-† 3 novembre 1671 : Pedro Sanches Farinha.
- 3 novembre 1671-14 novembre 1672 : siège vacant
- 14 novembre 1672-† 12 janvier 1674 : Antonio do Espirito Santo.
- 12 janvier 1674-2 décembre 1675 : siège vacant
- 2 décembre 1675-† 8 décembre 1685 : Manuel da Natividade.
- 8 décembre 1685-9 juin 1687 : siège vacant
- 9 juin 1687-9 janvier 1692 : João Franco de Oliveira.
- 9 janvier 1692-19 juillet 1694 : siège vacant
- 19 juillet 1694-9 septembre 1700 :  José de Oliveira.
- 9 septembre 1700-6 février 1702 : siège vacant
- 6 février 1702-24 février 1720 : Luis Simões Brandão.
- 20 mars 1720-† 1er novembre 1731 : Manuel a Santa Catharina.
- 1er novembre 1731-3 septembre 1738 : siège vacant
- 3 septembre 1738-15 décembre 1745 : Antônio do Desterro Malheiro (Antônio de Nossa Senhora do Desterro Malheiro).
- 15 décembre 1745-6 août 1770 : Manoel Ferreira (Manoel de Santa Ines Ferreira).
- 17 juin 1771-8 novembre 1784 : Luis Azevedo (Luis da Anunciação Azevedo).
- 14 février 1785-23 novembre 1787 : Alexandre Ferreira da Silva (Alexandre da Sagrada Familia Ferreira da Silva).
- 23 novembre 1787-17 décembre 1791 : siège vacant
- 17 décembre 1791-24 mai 1802 : Luiz de Brito Homem.
- 20 décembre 1802-avril 1807 : Joaquim Mascarenhas Castello Branco (Joaquim Maria Mascarenhas Castello Branco).
- avril 1807-19 décembre 1814 : siège vacant
- 19 décembre 1814-† 21 février 1826 : João Da Silva Póvoas (João Damasceno Da Silva Póvoas).
- 21 février 1826-16 avril 1846 : siège vacant
- 16 avril 1846-1848 : Sebastião Gomes de Lemos (Sebastião da Anunciação Gomes de Lemos).
- 28 septembre 1849-10 mars 1857 : Joaquim Moreira Reis.
- 10 mars 1857-23 mars 1860 : siège vacant
- 23 mars 1860-† 3 janvier 1862 :  Manuel Barros (Manuel de Santa Rita Barros).
- 3 janvier 1862-21 décembre 1863 : siège vacant
- 21 décembre 1863-1er juillet 1871 : José de Oliveira (José Lino de Oliveira).
- 4 août 1871-22 septembre 1879 : Tommaso Gomes de Almeida.
- 22 septembre 1879-9 août 1883 : José d’Almeida Neto (José Sebastião d’Almeida Neto).
- 27 mars 1884-1er juin 1891 : Antonio da Silva Leitão e Castro (Antonio Tomas da Silva Leitão e Castro).
- 1er juin 1891-7 mars 1901 : Antonio Dias Ferreira.
- 23 juillet 1901-† 12 août 1904 : Antonio Gomes Cardoso (Antonio José Gomes Cardoso).
- 12 août 1904-26 avril 1906 : siège vacant
- 26 avril 1906-19 décembre 1907 : António Barbosa Leão.
- 19 décembre 1907-31 mars 1909 : siège vacant
- 31 mars 1909-9 décembre 1915 : João de Lima Vidal (João Evangelista de Lima Vidal).
- 9 décembre 1915-7 avril 1932 : siège vacant
- 7 avril 1932-4 septembre 1940 : Moisés Alves de Pinho.

## Archevêques de Luanda
- 4 septembre 1940-17 novembre 1966 : Moisés Alves de Pinho, promu archevêque de Luanda.
- 17 novembre 1966-19 décembre 1975 : Manuel Nunes Gabriel
- 19 décembre 1975-31 août 1985 : Eduardo Muaca (Eduardo André Muaca)
- 16 février 1986-23 janvier 2001 : Alexandre do Nascimento, créé cardinal en 1983.
- 23 janvier 2001-† 28 avril 2014 : Damião Franklin (Damião António Franklin)
- depuis le 8 décembre 2014[1] : Filomeno do Nascimento Vieira Dias

### Sources
- Fiche de l'archidiocèse sur le site catholic-hierarchy.org